# Солароло (Кремона)
Солароло је насеље у Италији у округу Кремона, региону Ломбардија.
Према процени из 2011. у насељу је живело 53 становника. Насеље се налази на надморској висини од 49 м.